# Nervous Records
Nervous Records to londyńska niezależna wytwórnia muzyczna. Została założona w 1979 roku, wydaje takie zespoły jak Nekromantix, Restless oraz The Quakes.